# Two as One (Kis-My-Ft2の曲)
「Two as One」（トゥー・アズ・ワン）は、Kis-My-Ft2の29作目のシングル。2022年8月17日にMENT RECORDINGから発売された。

## 概要
本作のリリースは2022年6月3日に開催されたドームツアー『Kis-My-Ftに逢えるde Show 2022 in DOME』京セラドーム大阪公演のMCで発表された。タイトルの意味は「2人で1つ」。
表題曲はメンバーの玉森裕太が主演を務めるテレビ朝日系金曜ナイトドラマ『NICE FLIGHT!』の主題歌、初回盤A収録のカップリング曲「リボン」は東京インテリア家具CMソング、初回盤B収録のカップリング曲「Smokin' Hot」はコーワ「ウナコーワエース」CMソングにそれぞれ起用されている。
初回盤A（CD+DVD）、初回盤B（CD+DVD）、通常盤（CD）、ファンクラブ限定盤（CD+DVDまたはCD+Blu-ray）の4形態で発売。初回盤A付属のDVDには表題曲のMVとメイキング、カップリング曲「リボン」のレコーディング映像を収録。初回盤B付属のDVDにはカップリング曲「Smokin' Hot」のMVとメイキング、撮り下ろし特典映像「新たなフットを手に入れろ！ビリッカー対決」を収録。ファンクラブ限定盤付属のDVD/Blu-rayには、2022年1月15日から4月10日にかけて行われたアリーナツアー『Kis-My-Ftに逢えるde Show 2022』から、4月10日にサンドーム福井で開催された最終公演の模様と、ツアーの舞台裏に密着したドキュメント映像を収録。なお、ファンクラブ限定盤のリリースは自身初である。
初回盤A/B、通常盤（初回生産分）には封入特典として、スペシャルMOVIEが視聴可能なシリアルコードが封入される。また、3形態（初回盤A/B、通常盤）を同時予約すると、先着で3CD収納ボックス+フォトブックレットがプレゼントされる。また、ファンクラブ限定盤にはライブフォトブックレットが封入される。
6月8日放送の文化放送『レコメン!』内の『Kis-My-Ft2 キスマイRadio』にて「リボン」がラジオ初解禁された。また、同曲のレコーディングムービーが6月10日に自身の公式YouTubeチャンネルにてプレミア公開された。
表題曲は7月2日に開催された『Kis-My-Ftに逢えるde Show 2022 in DOME』東京ドーム公演にて初披露され、7月13日放送のフジテレビ系『FNS歌謡祭 夏』にてテレビ初披露された。さらに同日、自身の公式YouTubeチャンネルにてMVがプレミア公開され、チャットにはメンバーも参加した。
7月27日放送の文化放送『レコメン!』内の『Kis-My-Ft2 キスマイRadio』にて「Smokin' Hot」がラジオ初解禁された。また、同曲のMVが7月29日に自身の公式YouTubeチャンネルにてプレミア公開された。
8月1日より、通常盤カップリング曲「Akumu」の音源の一部がTikTokにて配信開始された。また、同曲のリリックビデオが8月19日に自身の公式YouTubeチャンネルにてプレミア公開された。
デビュー11周年を迎えた8月10日にはYouTubeチャンネルで『ニューシングル「Two as One」リリース直前！デビュー記念日スペシャル生配信！』が配信され、PayPayドーム公演後のメンバー7人が揃ってデビューを祝い、本作を開封し、収録楽曲やブックレットを直接紹介するコーナーもあった（8月31日午後11時59分までアーカイブ配信あり）。
発売日の8月17日より、「Two as One」がLINE MUSICで配信開始された。
8月26日、『Kis-My-Ftに逢えるde Show 2022 in DOME』東京ドーム公演で表題曲が披露された際の映像がYouTubeに公開された。

## チャート成績
初週売上24.6万枚を記録し、2022年8月29日付のオリコン週間シングルランキングで首位を獲得。同チャートでの首位獲得は1stシングル「Everybody Go」から29作連続となる。これにより「デビュー（1st）からのシングル連続1位獲得作品数」を、歴代5位から歴代3位タイに更新した。

## 収録内容

### CD

#### 通常盤・ファンクラブ限定盤
※「Akumu」以降、通常盤のみ収録。
1. Two as One [3:53]
作詞：Cypher、作曲：Chris Meyer, Masaki Tomiyama、編曲：Masaki Tomiyama, Yuricewine
  - 玉森裕太主演 テレビ朝日系金曜ナイトドラマ『NICE FLIGHT!』主題歌[11]

働く大人の恋愛を描いたミディアム・バラードのラブソング[3]。MVではタイトルの通り「2つで1つ」であることを表すペアダンスが披露されている[26]。
2. Akumu [3:59]
作詞：KOUDAI IWATSUBO、作曲：KOUDAI IWATSUBO, KAY、編曲：KAY, 96Savages
3. Two as One -Instrumental-
4. リボン -Instrumental-
5. Smokin' Hot -Instrumental-
6. Akumu -Instrumental-

#### 初回盤A
1. Two as One
2. リボン [4:31]
作詞：KOUDAI IWATSUBO、作曲：KOUDAI IWATSUBO, Kengo Yamashita、編曲：Kengo Yamashita
  - 「東京インテリア家具」CMソング

日常が続いていくことの幸せを歌ったミディアム・バラード[26]。

#### 初回盤B
1. Two as One
2. Smokin' Hot [4:19]
作詞：Hayato Yamamoto, Kanata Okajima、作曲：Christfer Erixion, Josef Melin、編曲：Josef Melin
  - Kis-My-Ft2出演 コーワ「ウナコーワエース」CMソング

### DVD/Blu-ray
※Blu-rayはファンクラブ限定盤のみ。

#### 初回盤A
1. 「Two as One」Music Video
2. 「Two as One」Music Video & ジャケット撮影メイキングドキュメント
3. 「リボン」Recording Movie

#### 初回盤B
1. 「Smokin' Hot」Music Video
2. 「Smokin' Hot」Music Video撮影メイキングドキュメント
3. 「新たなフットを手に入れろ！ビリッカー対決」

#### ファンクラブ限定盤『「Kis-My-Ftに逢えるde Show 2022」FINAL at サンドーム福井』
1. Re:
2. A10TION
3. Everybody Go
4. SHE! HER! HER!
5. Kis-My-Calling!
6. Fear
7. One Kiss
8. NAKED
9. Girl is mine
10. #1 Girl
11. MAHARAJA
12. Thank youじゃん!
13. MC
14. Luv Bias
15. SNOW DOMEの約束
16. 感じるままに輝いて
17. FIRE BEAT
18. Tonight
19. ETERNAL MIND
20. Remix Medley
  1. I Scream Night
  2. Kiss魂
  3. アイノビート -Dance ver.-
  4. PICK IT UP
  5. AAO
  6. キ・ス・ウ・マ・イ 〜KISS YOUR MIND〜
  7. I Scream Night
21. 足音
22. [ENCORE] Good-bye, Thank you
23. 「Kis-My-Ftに逢えるde Show 2022」舞台裏密着ドキュメント

### シリアル動画
※初回盤A/B・通常盤（初回生産分）のみ。シリアルコード1つで1つの動画を選んで視聴可能。
- KIS-MY-VLOG vol.1 at 静岡・大阪・神奈川
  - 餃子デートに誘ってみた by 北山
  - ステージ紹介2022 by 二階堂
  - 運試しゲーム by 玉森
- KIS-MY-VLOG vol.2 at 北海道
  - ニカとご当地グルメ食べながらゆるく近況語ってみた by 宮田
  - 振り付け解説してみた by 千賀
  - オープニング衣装紹介 by 玉森
- KIS-MY-VLOG vol.3 at 福井
  - キスマイモーニングルーティーン by 横尾
  - ご当地名物の絵を書いてみた by 藤ヶ谷
- 静岡の君へ 〜スペシャルダイジェスト〜
  - 1/15静岡公演の「Re:」フルサイズとMCの一部を収録。

## 収録作品
| 楽曲タイトル | 収録                 | 収録                                                 |
| ------------ | -------------------- | ---------------------------------------------------- |
| Two as One   | CDシングル           | 『Two as One』                                       |
| Two as One   | ミュージック・ビデオ | 『Two as One』〈初回盤A〉                            |
| Two as One   | ライブ映像           | 『Kis-My-Ftに逢えるde Show 2022 in DOME』            |
| Two as One   | CDアルバム           | 『Synopsis』〈×××××.POP UP STORE限定商品〉           |
| Two as One   | ミュージック・ビデオ | 『Synopsis』〈×××××.POP UP STORE限定商品〉           |
| リボン       | CDシングル           | 『Two as One』〈初回盤A〉                            |
| リボン       | レコーディングMOVIE  | 『Two as One』〈初回盤A〉                            |
| リボン       | ライブ映像           | 『Kis-My-Ftに逢えるde Show 2022 in DOME』〈初回盤B〉 |
| Smokin' Hot  | CDシングル           | 『Two as One』〈初回盤B〉                            |
| Smokin' Hot  | ミュージック・ビデオ | 『Two as One』〈初回盤B〉                            |
| Smokin' Hot  | ライブ映像           | 『For dear life』                                    |
| Akumu        | CDシングル           | 『Two as One』〈通常盤〉                             |
| Akumu        | ライブ映像           | 『For dear life』                                    |